# 議會大廈 (北愛爾蘭)

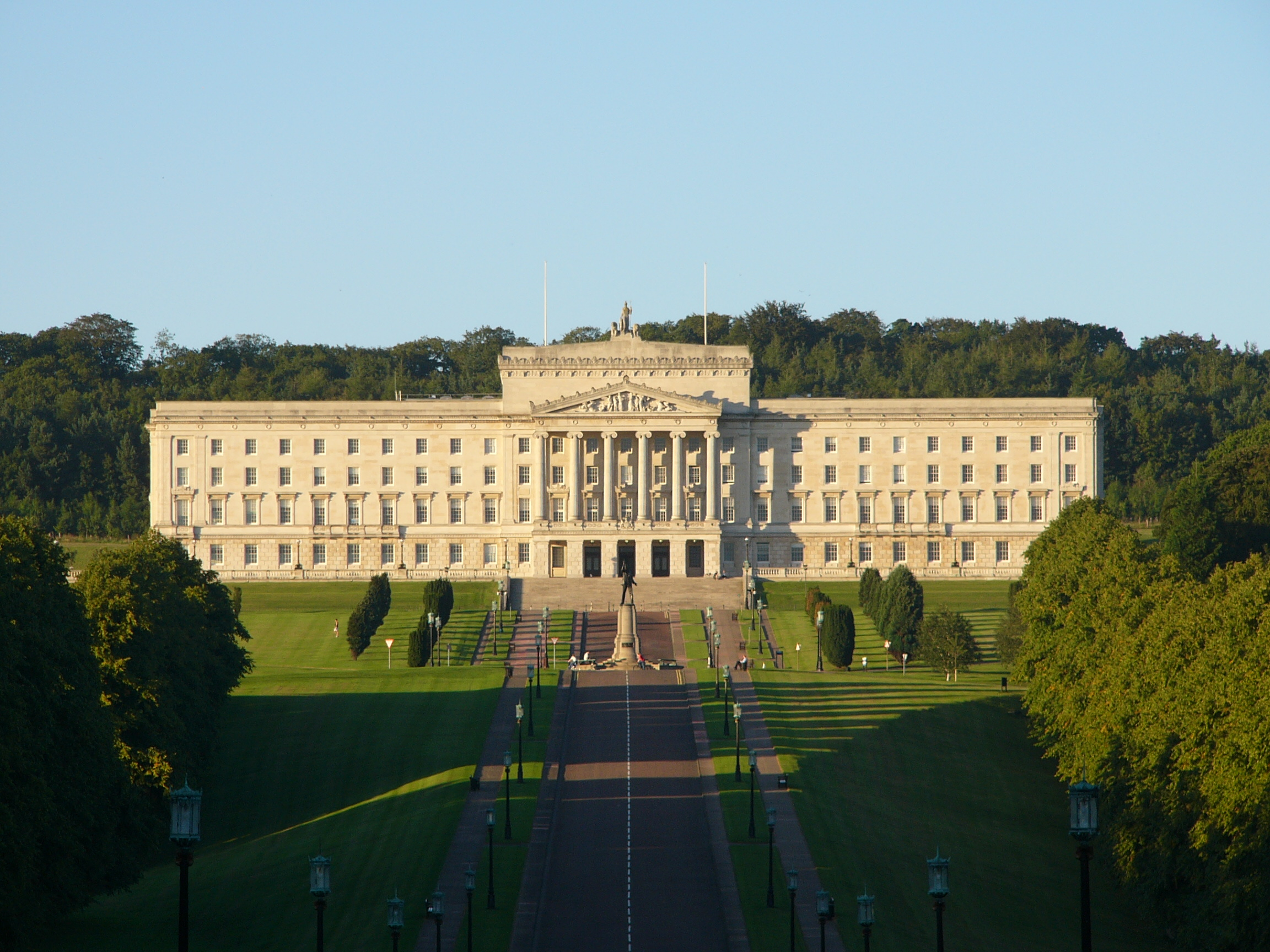
議會大廈

議會大廈（Parliament Buildings），又稱Stormont，是北愛爾蘭議會的辦公場所，位於貝爾法斯特的Stormont Estate地區。北愛爾蘭自愛爾蘭共和國脫英國獨立之後，需要一個議會的辦公場所。現在的議會大廈選址於1920年代，設計者是Arnold Thornely男爵，是一座新古典主義建築，採用波特蘭石修建，啟用於1932年11月16日。

## 外部連結
- Online tour of Parliament Buildings
- Photographic tour of Parliament Buildings, Stormont[永久]
- Fully searchable record of parliamentary debates at Stormont from 1921 to 1972 （页面存档备份，存于）

54°36′18″N 5°49′55″W / 54.604976°N 5.831997°W